# Liste des maires de Bourbriac
Cet article liste les maires de Bourbriac de 1790 à nos jours. 
Bourbriac est un ancien chef-lieu de canton et une commune française située dans le département des Côtes-d'Armor en région Bretagne.

## Liste des maires

### Entre 1790 et 1943
| Période                                  | Période              | Identité                           | Étiquette   | Qualité                                                |
| ---------------------------------------- | -------------------- | ---------------------------------- | ----------- | ------------------------------------------------------ |
| janvier 1790                             | novembre 1790        | Jean Lozahic (1753-1812)           |             |                                                        |
| novembre 1792                            | ?                    | Bernard Le Bonte                   |             |                                                        |
| 1793                                     | ?                    | Bertrand Trovel (1748-1812)        |             |                                                        |
| juillet 1800                             | septembre 1800       | Mathurin Bourgès                   |             | Nommé maire provisoire                                 |
| septembre 1800                           | août 1801            | Ambroise Le Guillou-Kergoat        |             |                                                        |
| août 1801                                | 6 avril 1809 (décès) | Guillaume-Marie de Kerliviou       |             |                                                        |
| juin 1809                                | décembre 1812        | Jean Thoraval                      |             |                                                        |
| décembre 1812                            | octobre 1830         | René Le Pallier                    |             |                                                        |
| novembre 1830                            | avril 1839           | Yves-Marie-Louis Le Roy            |             |                                                        |
| mai 1839                                 | août 1848            | François Le Cocq                   |             |                                                        |
| août 1848                                | 11 mai 1852 (décès)  | René-Pierre Lozahic                |             |                                                        |
| juillet 1852                             | juillet 1859         | Joseph Laurent Hillion (1821-1891) |             | Arrière-grand-père paternel de l'écrivain Roger Nimier |
| juillet 1859                             | février 1881         | François Le Men                    |             |                                                        |
| février 1881                             | mai 1882             | Louis Le Coënt                     |             |                                                        |
| mai 1882                                 | avril 1883           | François Le Men                    |             |                                                        |
| juin 1883                                | mai 1888             | Yves-Marie Le Men                  |             |                                                        |
| mai 1888                                 | mai 1892             | Yves-Marie Guegan                  |             |                                                        |
| mai 1892                                 | mai 1912             | Joseph-Marie Hillion               |             |                                                        |
| mai 1912                                 | décembre 1914        | Pierre Mahé                        |             |                                                        |
| décembre 1914                            | décembre 1919        | Jean Steunou                       |             |                                                        |
| décembre 1919                            | février 1924 (décès) | Yves-Marie Personnic               | Républicain | Conseiller général de Bourbriac (1913 → 1924)          |
| mars 1924                                | octobre 1927         | Gilles Trégoat                     | Rad.        | Médecin Conseiller général de Bourbriac (1931 → 1940)  |
| octobre 1927                             | mai 1935             | Jean Le Couster                    | Républicain | Cultivateur                                            |
| mai 1935                                 | mars 1940            | Louis Bourgès                      |             |                                                        |
| avril 1940                               | mai 1941             | Jean Le Couster                    |             | Cultivateur                                            |
| mars 1941                                | décembre 1943        | Yves Colleter                      | Rad.        | Maire nommé par Vichy                                  |
| Les données manquantes sont à compléter. |                      |                                    |             |                                                        |

### Depuis 1944
Depuis la Libération, huit maires se sont succédé à la tête de la commune.
| Période       | Période      | Identité                       | Étiquette | Qualité |
| ------------- | ------------ | ------------------------------ | --------- | --- |
| novembre 1944 | octobre 1947 | Yves Le Couster (1903-1978)    | PCF       | Commerçant-charron, résistant Conseiller général de Bourbriac (1945 → 1949) Conseiller municipal (1947 → 1971)                                                      |
| octobre 1947  | mai 1953     | Yves Derrien                   |           | |
| mai 1953      | mars 1983    | Jean-Michel Martin (1919-2009) | Rad.      | Médecin, maire honoraire Conseiller général de Bourbriac (1955 → 1967)                                                                                              |
| mars 1983     | 24 mars 1989 | Louis Bourgès (1921-2010)      | UDF       | Exploitant agricole Conseiller général de Bourbriac (1985 → 1992)                                                                                                   |
| 24 mars 1989  | 18 juin 1995 | Roger Le Berre (1927-2019)     |           | Exploitant agricole Président du SIVOM de Bourbriac |
| 18 juin 1995  | 29 mars 2014 | Yannick Botrel                 | PS        | Aviculteur Sénateur des Côtes-d'Armor (2008 → 2020) Conseiller général de Bourbriac (1992 → 2011) Vice-président du conseil général des Côtes-d'Armor (1998 → 2008) |
| 29 mars 2014  | 25 mai 2020  | Guy Cadoret (d)                | PS        | Commerçant |
| 25 mai 2020   | En cours     | Claudine Guillou (d)           | PS        | Enseignante retraitée Conseillère départementale de Callac (2015 → ) 1re vice-présidente de Guingamp-Paimpol Agglomération (2017 → )                                |

## Conseil municipal actuel
Les 19 sièges composant le conseil municipal ont été pourvus le 15 mars 2020 lors du premier tour de scrutin. Actuellement, il est réparti comme suit : 

## Résultats des élections municipales

### Élection municipale de 2020
| Tête de liste                 | Tête de liste    | Liste       | Premier tour | Premier tour | Sièges | Sièges |
| Tête de liste                 | Tête de liste    | Liste       | Voix         | %            | CM     | CC     |
| ----------------------------- | ---------------- | ----------- | ------------ | ------------ | ------ | ------ |
|                               | Claudine Guillou | PS          | 542          | 55,02        | 15     | 2      |
| Bourbriac, réunis pour demain |                  |             | 542          | 55,02        | 15     | 2      |
|                               | Didier Godefroy  | SE          | 443          | 44,97        | 4      | 0      |
| Unir et agir ensemble         |                  |             | 443          | 44,97        | 4      | 0      |
|                               |                  |             |              |              |        |        |
| Inscrits                      | Inscrits         | Inscrits    | 1 681        | 100,00       |        |        |
| Abstentions                   | Abstentions      | Abstentions | 634          | 37,72        |        |        |
| Votants                       | Votants          | Votants     | 1 047        | 62,28        |        |        |
| Blancs                        | Blancs           | Blancs      | 20           | 1,91         |        |        |
| Nuls                          | Nuls             | Nuls        | 42           | 4,01         |        |        |
| Exprimés                      | Exprimés         | Exprimés    | 985          | 94,08        |        |        |

### Élection municipale de 2014
|                                   | Guy Cadoret    | PS             | 706   | 55,41  | 15 | 5 |  |  |
| Ensemble pour Bourbriac           |                |                | 706   | 55,41  | 15 | 5 |  |  |
|                                   | Jean-Luc Hervé | DVD            | 568   | 44,58  | 4  | 1 |  |  |
| Bourbriac, unir et agir pour tous |                |                | 568   | 44,58  | 4  | 1 |  |  |
|                                   |                |                |       |        |    |   |  |  |
| Inscrits                          | Inscrits       | Inscrits       | 1 724 | 100,00 |    |   |  |  |
| Abstentions                       | Abstentions    | Abstentions    | 329   | 19,08  |    |   |  |  |
| Votants                           | Votants        | Votants        | 1 395 | 80,92  |    |   |  |  |
| Blancs et nuls                    | Blancs et nuls | Blancs et nuls | 121   | 8,67   |    |   |  |  |
| Exprimés                          | Exprimés       | Exprimés       | 1 274 | 91,33  |    |   |  |  |